# Округ Динвиди (Вирџинија)
Дилонвејл (енгл. Dinwiddie County) је округ у америчкој савезној држави Вирџинија.

## Демографија
По попису из 2010. године број становника је 28.001, што је 3.468 (14,1%) становника више него 2000. године.
| Група             | 2000.          | 2010.          |
| Белци             | 15.735 (64,1%) | 17.617 (62,9%) |
| Афроамериканци    | 8.257 (33,7%)  | 9.204 (32,9%)  |
| Азијати           | 76 (0,3%)      | 122 (0,4%)     |
| Хиспаноамериканци | 237 (1,0%)     | 674 (2,4%)     |
| Укупно            | 24.533         | 28.001         |